# 関邦博
関邦博（せき くにひろ、1944年8月22日- ）は、日本の環境生理学者。

## 略歴
香川県生まれ。1967年神奈川大学卒業。1972年フランス、エクス＝マルセイユ大学理学部卒業。76年同大学院修了、理学博士。76年科学技術庁所管の海洋科学技術センター研究副主幹、調査役。1996年神奈川大学理学部生物科学科教授。1991年国際水中科学技術アカデミーから水中のノーベル賞と呼ばれる第３３「トライデント金賞」を東洋人として初めて受賞。専門分野、環境生理学、高圧生理学、生理人類学、潜水学。超軽水。

## 著書
- 『海中世界に挑む』丸善ライブラリー 1992
- 『アクア・シェイプアップ 21世紀の痩身健康法』棋苑図書 1993

### 共編著
- 『現代生活の生理人類学』菊池安行共編著 垣内出版 1987
- 『高圧生理学』山崎昌廣,坂本和義共編 朝倉書店 1988
- 『住環境とヒト 生理人類学の視点』佐藤方彦共編著 井上書院 1988
- 『人間の許容限界ハンドブック』 坂本和義, 山崎昌廣共編 朝倉書店 1990
  - 『人間の許容限界事典』山崎昌廣, 坂本和義共編 朝倉書店 2005
- 『がん細胞が消える水「スーパーライトウォーター」の秘密 世界一がん死亡率が減った国・ハンガリーからの贈りもの』高原喜八郎共著 現代企画 2004
  - 『がん細胞が消える水 重水素減少水の秘密 世界一がん死亡率が減った国・ハンガリーからの贈りもの』髙原喜八郎共著 大河出版 2013

### 翻訳
- Y.Berry [ほか]著『潜水学』マリン企画 1982
- 『U.S.Navyダイビング・マニュアル』横山曠太・真野喜洋共訳 朝倉書店 1987
- ロジャー・チャプマン『深海からの生還』堀真之共訳 井上書院 1989
- アーサー・J.バックラック, グルン・H.エグストロム『ダイバーとパニック』真野喜洋共訳 井上書院 1989
- ウォルター・オレクシー『破船からの贈物 世界サルベージ12譚』横山曠大共訳 井上書院 1990
- James W.Miller, Ian G.Koblick『海中居住学』真野喜洋・横山曠太・海老原芳治共訳 丸善 1992
- ジャック・マイヨール『イルカと、海へ還る日』編訳 講談社 1993、講談社文庫 2008
- パトリック・ムトン『スターリンの金塊 海底からの奪還』本城靖久共訳 丸善ライブラリー 1993

## 論文
- <関邦博